# Stilleben (konstverk)
Stilleben är ett konstverk av Eugen Krajcik som sedan 1983 står på Katarina Bangata, nära korsningen med Götgatan, på Södermalm i Stockholm.
Verket är utförd i infärgad betong, i ett enda stycke, och kan tänkas föreställa ett hus på en bergslänt.